# 舍利畏
舍利畏（13世纪？—1274年），又作舍利威、舍里威、舍利，元朝初年今云南省中部和东部各族人民反对蒙古贵族统治者的起义首领。
生于大理，初为僧人。1253年，蒙古军在忽必烈和兀良合台率领下，深入云南，灭大理国，随后征服彝族、白族等各族各部，掳掠人口为奴，搜刮财物以充军资，圈占土地为牧场，大量征发兵役和差役，其民族压迫激起各族人民的强烈不满。元世祖至元元年（1264年），舍利畏联合威楚（今楚雄市）、统矢（今姚安县）、鄯阐（今昆明市）及三十七部诸爨起兵，杀各处守将，聚众至三十万。义军先后攻取鄯阐、统矢、威楚、新兴（今玉溪市）、石城（今曲靖市）和寻甸等重镇，声势大盛。被蒙古驻军和与大理总管段实合兵镇压。义军先后兵败威楚、统矢。同年秋，以众十万进攻大理，谋攻大理，再被蒙古都元帅也先和段实的反击，兵败安宁。善阐、威楚、新兴、石城等相继失守，三十七部也被镇压，舍利畏“遁入岩箐”，以图再举。十年后（1274年）再次起义，因疏于戒备，被段实派化妆成商人的石买等人暗杀。